# Frankliniella insignis
Frankliniella insignis är en insektsart som beskrevs av Dudley Moulton 1936. Frankliniella insignis ingår i släktet Frankliniella och familjen smaltripsar. Inga underarter finns listade i Catalogue of Life.